# مایکل رابین
مایکل رابین (عبری: מִיכָאֵל עוזר רַבִּין‎؛ زادهٔ ۱ سپتامبر ۱۹۳۱) یک دانشمند در زمینه علوم رایانه اهل اسرائیل است.
وی همچنین برنده جوایزی همچون جایزه تورینگ و جایزه اسرائیل شده‌است.

## زندگی‌نامه

### سنین جوانی و تحصیلات
رابین در سال ۱۹۳۱ در برزلاو، آلمان (امروزه وروتسواف در لهستان) پسر یک خاخام به دنیا آمد. در سال ۱۹۳۵ به همراه خانواده خود به سرزمین فلسطین مهاجرت کرد. در جوانی به ریاضیات علاقه زیادی داشت و پدرش او را به بهترین دبیرستان در حیفا فرستاد و در آنجا زیر نظر ریاضیدان الیشا نتانیاهو که در آن زمان معلم دبیرستان بود تحصیل کرد.
رابین در سال ۱۹۴۸ از مدرسه عبری رئالی در حیفا فارغ‌‌التحصیل شد و در طول جنگ اعراب و اسرائیل در سال ۱۹۴۸ به ارتش فراخوانده شد. آبراهام فرنکل، ریاضی‌دان، که استاد ریاضیات در اورشلیم بود، با فرماندهی ارتش مداخله کرد و رابین در سال ۱۹۴۹ برای تحصیل در دانشگاه مرخص شد.
او مدرک M.Sc از دانشگاه عبری اورشلیم در سال ۱۹۵۳ و پی‌اچ‌دی را از دانشگاه پرینستون در سال ۱۹۵۶ دریافت کرد.